# SingStar Après-Ski Party
SingStar Après-Ski Party fue el último título y exclusivo lanzado en Alemania y en los países de habla alemana colindantes. En Europa se lanzaron en los últimos 6 meses de 2007: SingStar '90s, SingStar Rock Ballads, SingStar R&B y una versión con canciones exclusivas de cada país en lugar de una versión internacional. En España su equivalente es SingStar Latino.

## SingStar Après-Ski PartyLista de canciones

### Lista Alemana
| SingStar Après-Ski Party  |                                         |
| Wolfgang Petry            | "Wahnsinn"                              |
| Yoomill                   | "A Kiss Is A Miss"                      |
| Banaroo                   | "Dubi Dam Dam"                          |
| Bellamy Brothers          | "Let Your Love Flow"                    |
| DJ Bobo                   | "Chihuahua 2002"                        |
| DJ Ötzi & Nik P.          | "Ein Stern, Der Deinen Namen Trägt"     |
| E.A.V.                    | "Ding Dong"                             |
| Fritz & Die Downhill Gang | "Genie auf die Ski"                     |
| Guildo Horn               | "Guildo Hat Euch Lieb"                  |
| Höhner                    | "Viva Colonia"                          |
| Höhner                    | "Wenn Nicht Jetzt, Wann Dann"           |
| Jumpy & Mango Jerry       | "In der Winterzeit"                     |
| K2                        | "Der Berg ruft"                         |
| Krümel                    | "Zieh Dich Aus, Wir Müssen Reden"       |
| Lollies                   | "Wenn Du Denkst Du Denkst"              |
| Micky Krause              | "Finger in Po, México "                 |
| Micky Krause              | "Laudato Si"                            |
| Nena                      | "Irgendwie, Irgendwo, Irgendwann"       |
| Olaf Henning              | "Cowboy und Indianer"                   |
| Oliver Pocher             | "Schwarz und weiß"                      |
| PS Alex                   | "Eine Frau, die mich nach Hause trägt " |
| Peter Wackel              | "Ladioo"                                |
| Peter Wackel              | "Ü30"                                   |
| Rabaue                    | "Was Kann Ich Denn Dafür"               |
| Randfichten               | "Lebt Denn Der Alte Holzmichel Noch"    |
| Rednex                    | "Cotton Eye Joe"                        |
| Die Rheinländer           | "Wir Alle Wollen Immer Nur Das Eine"    |
| Right Said Fred           | "You're My Mate"                        |
| Rühmann's (Sch) erben     | "Ein Freund, Ein Guter Freund"          |